# Томас Гаммарберг
Томас Гаммарберг (швед. Thomas Hammarberg, народився 2 січня 1942 року в Швеції) — шведський дипломат, політик, вчитель журналіст. 1 січня 2006 року був вибраний Комісаром Ради Європи з прав людини. 

## Біографія
Томас Гаммарберг більшу частину свого професійного життя працював на зміцнення прав людини в Європі та світі. Він був генеральним секретарем Amnesty International (1980-1986), генеральним секретарем організації «Врятуйте дітей Швеції» (1986-1992), послом шведського уряду з гуманітарних питань (1994-2002), генеральним секретарем Стокгольмського Міжнародного центру Улофа Пальме (2002-2005). Він отримав в 1977 році від імені Amnesty International Нобелівську премію миру.
У період між 1996 і 2000 роком він був призначений представником Генерального секретаря ООН Кофі Аннана з прав людини в Камбоджі. У 2001-2003 році Томас Гаммарберг виступав регіональним радником по Європі, Центральній Азії і Кавказу для Верховного комісара ООН з прав людини. Він також брав участь у Робочій групі з проблем біженців близькосхідного конфлікту.
Після закінчення мандата комісара РЄ Гаммарберг став експертом ООН з прав людини в Придністров'ї. Гаммарберг відомий великою кількістю публікацій з різних питань прав людини, і особливо про права дитини, політиці щодо біженців, проблеми меншин, ксенофобії, прав циган, а також міжнародних справ і безпеки. Він також відомий своїми презентаціями і лекціями з прав людини на різних міжурядових та наукових конференціях.
Томас Гаммарберг був номінований на премії року почесної нагороди в 2008 році і був призначений в 2013 році почесним доктором на факультеті соціальних наук в Університеті Гетеборга.

## Книги та публікації
- 1978 - Книги нового інформаційного порядку - Баланс і свобода (ЮНЕСКО)
- 1981 - ЗМІ та наш світогляд (Collins)
- 1990 - Права дитини: Міжнародна конвенція: що це говорить, і як він може змінити статус дітей у всьому світі? (Врятуйте дітей)
- 1994 - Дитина і політична воля: що повинно бути зроблено для прав дитини? (Врятуйте дітей)
- 1996 - Створення реальність права дитини: Конвенція ООН: що це говорить і як він може змінити статус дітей у всьому світі (Врятуйте дітей) 1998 - Школа для дітей з людини (ЮНІСЕФ)
- 1999 - Права людини: Конвенція про права дитини (Міністерство закордонних справ) 2000 - Палестинські біженці після п'яти десятиліть зради - нарешті час? (Міністерство закордонних справ)
- 2005 - Соціальна справедливість - Двадцять питань про права людини (Улоф Пальме Міжнародний центр)
- 2009 - Права людини в Європі: час виконувати наші зобов'язання (Рада Європи)
- 2011 - "Дискримінації за ознакою сексуальної орієнтації та гендерної ідентичності в Європі" (Рада Європи)